# Carlos Franqui
Carlos Franqui (født 4. december 1921, død 16. april 2010) var en cubansk forfatter, digter, journalist, kunstkritiker og politisk aktivist. Efter Fulgencio Batista-kuppet i 1952 blev han involveret i 26. juli-bevægelsen, under ledelse af Fidel Castro. Efter succesen med den cubanske revolution i 1959, blev han sat i spidsen for Revolución. Senere forlod han den cubanske regering, og rejste fra Cuba med sin familie. Det var først i 1968, at han officielt forlod den cubanske regering, da han underskrev et brev, der fordømte den sovjetiske invasion af Tjekkoslovakiet. Han var kritiker af Castro-regeringen, og offentliggøre en lang række værker indtil sin død den 16. april 2010.